# Hercostomus argentifrons
Hercostomus argentifrons är en tvåvingeart som beskrevs av Oldenberg 1916. Hercostomus argentifrons ingår i släktet Hercostomus och familjen styltflugor. Arten är reproducerande i Sverige. Inga underarter finns listade i Catalogue of Life.